# 1475
1475 (MCDLXXV) fue un año común comenzado en domingo del calendario juliano.

## Acontecimientos
- 10 de enero - Batalla de Vaslui: Esteban III de Moldavia derrota al Imperio Otomano.
- Los turcos invaden Bosnia y Herzegovina y Valaquia, y ocupan la península de Crimea.
- Inicio de la Guerra de Sucesión Castellana.
- Tenochtitlan la capital mexica es azotada por un intenso terremoto.
- 20 de febrero: el religioso y escritor Alessandro di Filippo Rinuccini regresa a Florencia después de peregrinar por Tierra Santa. Publicará en Pisa su libro Sanctíssimo peregrinaggio del Sancto Sepolcro.
- 23 de febrero: aparece en Valencia el libro Comprehensorium, la primera obra editada en España siguiendo las técnicas de impresión de Gutenberg.
- 15 de junio: el papa Sixto IV publica la bula Ad decorem militantis Ecclesiae, con la que se funda la Biblioteca Apostólica Vaticana.

## Fecha desconocida
- Un terremoto de 7,5 sacude México, destruyendo todas las casas del valle de México y causando daños considerables en palacios y teocallis de la zona. También provocó un tsunami en el lago de Texcoco.

## Nacimientos
- 6 de marzo: Miguel Ángel, pintor, escultor y arquitecto italiano (f. 1564)
- 13 de septiembre: César Borgia, militar italiano de origen español (f. 1507).
- 11 de diciembre: León X, papa católico italiano (f. 1521).
- Fecha desconocida: Vasco Núñez de Balboa, navegante y explorador español (f. 1519).
- Fecha desconocida: Diego de Almagro, conquistador español (f. 1538).

## Fallecimientos
- 13 de junio: Juana de Portugal, infanta portuguesa y reina castellana (n. 1439).
- 10 de diciembre: Paolo Uccello, pintor italiano (n. 1397).